# Pteronotus davyi
Espèce
Statut de conservation UICN

 LC  : Préoccupation mineure
Répartition géographique
Pteronotus davyi, le Ptéronote de Davy, est une espèce sud-américaine de chauves-souris de la famille des Thyropteridae.

## Description
Pteronotus davyi a une longueur de la tête et du corps entre 42 et 55 mm, la longueur de l'avant-bras entre 43 et 49 mm, la longueur de la queue entre 18 et 25 mm, la longueur du pied entre 9 et 11 mm, la longueur des oreilles entre 15 et 18 mm et un poids allant jusqu'à 10 g. Pteronotus davyi est la plus petite espèce du genre. Peu de dimorphisme sexuel est observé chez cette espèce, sauf au sein des populations les plus septentrionales situées à Sonora. Les mâles de cette population sont nettement plus grands que les femelles.
La fourrure est courte. Les parties dorsales varient du fauve au brun foncé, tandis que les parties ventrales sont gris brunâtre ou ocre. L'espèce semble avoir le dos glabre en raison de l'attachement de ses ailes sur la ligne médiane de sa surface dorsale. Les membranes des ailes donnent au dos de la chauve-souris son aspect brillant. Elle partage cette caractéristique avec deux autres espèces de la même famille (Mormoopidae), Pteronotus fulvus et Pteronotus gymnonotus. Pteronotus dayvi se distingue facilement des autres espèces du genre Pteronotus par des poils clairsemés sur les membranes de ses ailes. P. dayvi se caractérise par un pelage très dense qui change de couleur au fil des saisons.
Le museau est court et pointu, avec de longs poils sur les côtés du museau et un petit pli de peau au-dessus des narines. Les lèvres sont gonflées, celle du bas est recouverte de grosses papilles verruqueuses. Autour de la bouche, l'espèce possède plusieurs poils raides. Les yeux sont très petits. Les oreilles sont étroites, triangulaires, pointues et séparées les unes des autres, le bord antérieur dépassant vers l'avant jusqu'au museau et l'antitragus bas s'étendant jusqu'au coin arrière de la bouche. Le tragus est environ un tiers plus long que l'oreillette. Les membranes des ailes sont couvertes de petits poils et réunies sur le dos le long de la colonne vertébrale, donnant l'impression d'un dos nu. La queue est longue et s'étend approximativement à mi-chemin sur la surface dorsale de la large membrane interfémorale. Le calcar est très long.
Le caryotype est 2n=38 FNa=60.

## Répartition
Pteronotus davyi est présente en Amérique centrale, dans le Nord de l'Amérique du Sud, dans le Nord-Ouest du Pérou et dans les Petites Antilles.
Elle vit dans les forêts sèches de feuillus épineux, les forêts sempervirentes et les zones arides jusqu'à 2 300 mètres d'altitude.

## Liste des sous-espèces
- P.d.davyi : Nicaragua, Nord du Costa Rica, île Coiba, le long de la côte Pacifique du Panama, Colombie, Nord du Venezuela, île de la Trinité; Guadeloupe, Dominique, Sainte-Lucie, Grenade[4]. ;
- P.d.fulvus (Thomas, 1892) : États mexicains de Sonora et de Basse-Californie jusqu'à l'ouest et au Nuevo León à l'est, à travers tout le Mexique, le Belize, le Guatemala, El Salvador jusqu'au Honduras[4] ;
- P.d.incae (Smith, 1972)  : Département de Piura, Cajamarca et Lambayeque, Nord-Ouest du Pérou.

## Comportement

### Habitation
Pteronotus davyi se réfugie en très grandes colonies dans les grottes et les mines profondes et humides. Les gîtes diurnes sont partagés entre d'autres espèces de la famille des Mormoopidae comme Pteronotus parnellii, Artibeus jamaicensis, Tadarida brasiliensis et Desmodus rotundus. Aucune séparation entre mâles et femelles ne fut observée.

### Écholocation
Pteronotus davyi émet des ultrasons sous forme d'impulsions de courte durée avec une énergie maximale à 78 kHz et une fréquence finale à 62 kHz. Les appels durent 4 à 5 millisecondes et se composent de deux ou trois séquences de tonalités, la deuxième est la plus forte. Elle commence à une fréquence de 68 à 70 kHz et se termine à une moyenne de 54 kHz. Les lèvres sont grandes, permettant peut-être de concentrer les ondes sonores émises par le pharynx lors de l'écholocation.

### Alimentation
Pteronotus davyi se nourrit d'insectes volants, en particulier de coléoptères et de papillons nocturnes capturés au-dessus des espaces ouverts.
L'activité prédatrice commence deux heures après le coucher du soleil et se termine juste avant l'aube.

### Vol
Le rapport d'aspect des ailes de cette espèce est très élevé par rapport à de nombreux microchiroptères, permettant à ces chauves-souris de voler sur de longues distances à des vitesses rapides, bien que leur longue envergure les empêche d'avoir une grande agilité. Elle atteint généralement des vitesses comprises entre 11 et 17 km/h.
Pteronotus davyi est une grimpeuse suffisante. On pense qu'elles grimpent haut au sommet de leur perchoir afin de s'envoler rapidement de l'entrée et d'éviter les prédateurs à proximité. Pendant la recherche nocturne des insectes, le vol se produit généralement près du sol.

### Reproduction
Les Pteronotus davyi sont connus pour être monogames de façon saisonnière et s'accouplent généralement au cours des mois de janvier et février. Elles ont une progéniture par saison des amours. La naissance de la progéniture a lieu pendant la saison des pluies. La saison des pluies entraîne une augmentation de la population d'insectes, ce qui s'avère important pour ces chauves-souris insectivores, permettant aux jeunes de mûrir rapidement.

### Prédation
Bien que la prédation n'ait pas été intensément observée chez cette espèce, les chercheurs ont découvert que P. davyi avait été chassé par des crécerelles d'Amérique (Falco sparverius), un faucon nord-américain très commun. Ces faucons ont été vus se cacher à l'entrée des gîtes des chauves-souris et plonger après les chauves-souris alors qu'elles sortaient de la grotte.
Sur le lieu de repos, la chauve-souris est victime de divers prédateurs terrestres et, pendant le vol, elle est parfois tuée par la chouette effraie. Un individu plus petit est tombé dans une grotte au Venezuela, victime de Scolopendra gigantea.

## Classification
Le nom valide complet (avec auteur) de ce taxon est Pteronotus davyi Gray, 1838,.
Ce taxon porte en français le nom vernaculaire ou normalisé suivant : Ptéronote de Davy.
Pteronotus davyi a pour synonyme :
- Pteronotus davyi calvus Goodwin, 1958

### Étymologie
Son épithète spécifique, davyi, ainsi que son nom vernaculaire « de Davy », lui ont été donnés en l'honneur de John Davy (1790-1868), « bien connu pour ses écrits sur la physiologie ».

### Publication originale
- (en) John Edward Gray, « A revision of the genera of bats (Vespertilionidae), and the description of some new genera and species », Magazine of zoology and botany, vol. 2,‎ 1838, p. 483-505 (OCLC 1756457, lire en ligne).